# 냄
냄(라오어: ແໜມ, 태국어: แหนม)은 라오스·태국의 발효 소시지이다. 다진 돼지고기를 찹쌀밥과 섞어 젖산 발효해 만들며, , 발효 과정에서 생성되는 유산균에 의해 신맛이 난다.

## 만들기
다진 돼지고기와 돼지껍데기에 카오 니아오/카우 니아우(찹쌀밥), 고추, 마늘, 소금, 설탕 등을 넣어 바나나잎에 싸 3~5일 발효시킨다.

## 같이 보기
- 냄 쭈어